# Puerto Ayacucho
Puerto Ayacucho és una ciutat veneçolana, capital de l'estat d'Amazones, acreditat com el pulmó del planeta, i ciutat més gran d'aquest. Va ésser fundada el 1924 per un geòleg, Santiago Aguerreverre. Està ubicada a la frontera amb Colòmbia, tenint el riu Orinoco com a separació natural.

## Història
L'edificació de la ciutat va iniciar-se l'any 1924, sota la dictadura de Juan Vicente Gómez, degut a la gran quantitat de recursos naturals sense explotar de la regió, com or o diamants, i a la necessitat de tenir un lloc avançat per a la utilització d'aquests; no va ser fundada oficialment, però fins al 9 de desembre de 1928, amb motiu de la commemoració de la batalla d'Ayacucho, i en aquell moment va passar a ostentar la condició de capital, que abans pertanyia a San Fernando de Atabapo. Avui, la seva condició de pas fronterer i de port fluvial, a més de l'explotació dels recursos esmentats i del sector terciari són els principals motors de l'economia, no només de la ciutat, sinó de tot l'estat d'Amazones.
Els seus pobladors són majoritàriament mestissos, fruit de la mescla entre els espanyols i els indígenes de la regió, dels que destaquen els Yanomami, Guahibo, Piaroa i Yekuana, cadascun amb la seva llengua, religió, cultura i costums propis. Tot i això, la població indígena ha anat creixent sobretot des del boom econòmic dels anys 60, provinent de zones rurals del mateix estat o de limítrofes, i fins i tot del país veí, Colòmbia.

## Aspectes d'interès
Té a prop el naixement del riu Orinoco, un dels més cabalosos del món, a més de l'anomenat "Tobogán de la Selva", el qual és una gran roca per on corre l'aigua formant una rampa natural i acabant en un petit llac d'aigua freda.